# Somereta de Montsant
Lluciapomaresius panteli és una espècie d'ortòpter de la família Tettigoniidae, endèmica de Montsant. Fou descoberta el 1897 per l'entomòleg Longí Navàs i Ferré que va publicar la troballa dos anys més tard amb el nom Steropleurus panteli (Navas, 1899). L'any 2000, l'especialista Joan Barat va comunicar la presència d'una femella de somereta del Montsant a la zona de la Morera, després d'un segle sense cap cita.
El 2012, el Servei de Biodiversitat de la Generalitat de Catalunya i el Parc Natural de la Serra de Montsant van iniciar un mostreig de l'espècie i es van localitzar diversos exemplars amb èxit. El mateix any, Barat descriu un nou gènere Lluciapomaresius que engloba diverses especies ibèriques prèviament adscrites a altres i reanomena l'espècie Steropleurus panteli com a Lluciapomaresius panteli.

## Distribució geogràfica
És un endemisme de la serra de Montsant, la Llena i la Serra de Llaberia que habita en prats, brolles i zones arbustives de les zones elevades i obagues d'aquestes serres, entre els 627 m i els 1162 m d'alçada.
El Parc Natural de la Serra de Montsant ha dissenyat un protocol de gestió per tal d'augmentar el coneixement sobre la seva distribució, biologia i comportament i per tal d'aconseguir l'estatus legal de protecció.
El 2014, en un d'aquests seguiments, es van localitzar 42 individus en una àrea concreta. El mostreig de 2016 va donar a conèixer 104 localitats de la somereta de Montsant. A banda de la Serra de Montsant, també s'ha fet cerca en altres llocs potencialment favorables.

## Biologia
El cicle vital comença amb l'eclosió dels ous a la primavera. Arriben a la fase adulta entre finals de juny i mitjans juliol, després de probablement 5 mudes. Els adults són especialment aparents durant la tardor, s'aglomeren en zones concretes, pugen als arbustos per cantar i es fan més visibles; de setembre a novembre és el moment de la reproducció. Solen pondre els ous de nit, sobre molses, anècdòticament sobre el sòl.
Presenten tant activitat diürna com nocturna. Tenen alimentació omnívora (fruits, fulles, fongs, altres astròpodes, exúvies).
Com altres Tetigònids, té un cant característic, però a diferència de la major part d'espècies properes, ambdós sexes tenen aquesta capacitat. La bioacústica del dant ha estat estudiada per Hans i Beate Pfau.

## Protecció
Està inclosa al Libro rojo de los ortópteros ibéricos però no està protegida per cap normativa ni en l'àmbit català ni espanyol ni europeu. Al Catàleg de fauna amenaçada de Catalunya s'ha incorporat en la categoria de "vulnerable".